# Gallesia integrifolia
Gallesia integrifolia är en kermesbärsväxtart som först beskrevs av Spreng., och fick sitt nu gällande namn av Hermann August Theodor Harms. Gallesia integrifolia ingår i släktet Gallesia och familjen kermesbärsväxter. Inga underarter finns listade i Catalogue of Life.